# Dragutin Dolanski
Dragutin Dolanski (ur. ? w Osijeku, zm. ?) – jugosłowiański wojskowy (major), chorwacki wojskowy (pułkownik), dowódca 1 Spadochronowej Kompanii Lekkiej Piechoty, zastępcy dowódcy bazy lotniczej w Zagrzebiu, a następnie dowódca bazy lotniczej w Sarajewie w Niepodległym Państwie Chorwackim podczas II wojny światowej.
W okresie międzywojennym służył w armii jugosłowiańskiej. Fascynował się spadochroniarstwem. Jako pierwszy wojskowy w Jugosławii 2 września 1926 r. w Nowym Sadzie wykonał udany skok spadochronowy z wysokości 1 tys. metrów. 1 listopada 1939 r. w stopniu kapitana objął stanowisko komendanta Szkoły Spadochronowej w Pančevie. W 1940 r. awansował na majora. Po utworzeniu Niezależnego Państwa Chorwackiego na pocz. kwietnia 1941 r., stanął na czele 1 Spadochronowej Kompanii Lekkiej Piechoty. W poł. 1942 r. przeszedł przeszkolenie spadochronowe w Wittstock w Niemczech. W sierpniu 1944 r. został zastępcą dowódcy bazy lotniczej w Zagrzebiu, zaś na pocz. 1945 r. dowódcą bazy lotniczej w Sarajewie. Doszedł do stopnia pułkownika. Dalsze jego losy są nieznane.